# Ellen Reid

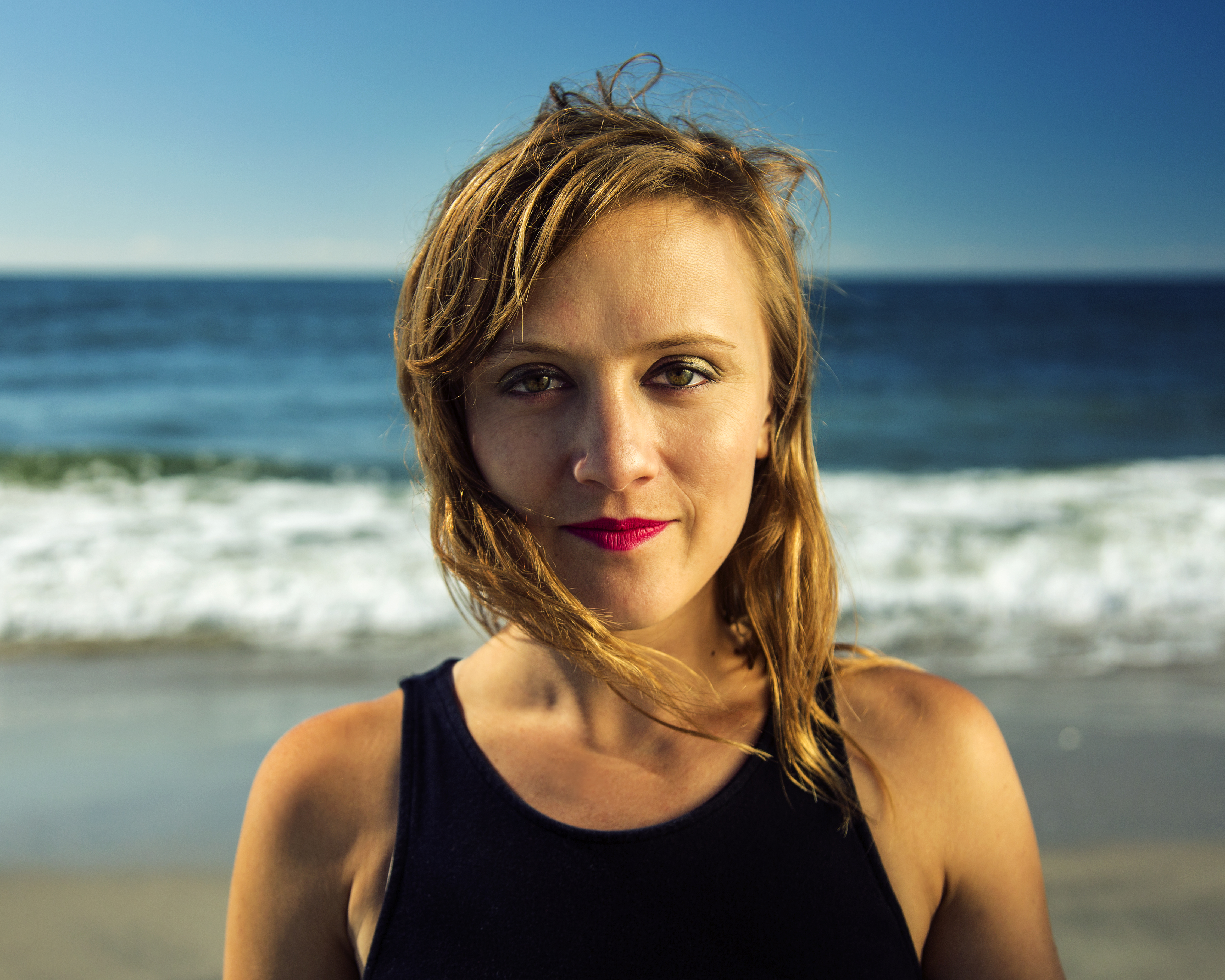
Ellen Reid

Ellen Reid (* 1983 in Oak Ridge (Tennessee)) ist eine amerikanische Komponistin und Klangkünstlerin. 2019 wurde sie für ihre Oper prism mit dem Pulitzer Prize of Music ausgezeichnet.

## Leben und Werk
Ellen Reid studierte nach Besuch der Oak Ridge High School an der Columbia University (Bachelor of Fine Arts, 2005) und unterrichtete anschließend über zwei Jahre als Musiklehrerin an einer internationalen Schule in Thailand, wo sie auch mit dortigen Künstlern zusammenarbeitete. 2009 übersiedelte sie nach Los Angeles und schloss ihr Studium mit dem Master of Arts am California Institute of the Arts ab.
Reid wirkte als Artist in Residence unter anderem an der University of California, Irvine, der University of Tennessee und der Opera Omaha. Das Werk der Komponistin und Klangkünstlerin reicht von der Oper über Sounddesign und Filmmusik bis zu Kompositionen für Kammerensembles und Chor. Als erste Komponistin gelang es ihr, binnen eines Jahres Werke durch alle vier führenden musikalischen Institutionen von Los Angeles zur Uraufführung zu bringen: der Los Angeles Philharmonic, der Los Angeles Opera, dem Los Angeles Chamber Orchestra und der Los Angeles Master Chorale. Zu ihren Schöpfungen zählt auch die Installation Lonely Traveler auf der Ruhrtriennale in Essen 2011.
Ellen Reids am 29. November 2018 in Los Angeles uraufgeführte Oper  prism auf ein Libretto von Roxie Perkins brachte der Komponistin 2019 den Pulitzer Prize of Music ein.